# Elemento responsivo al cAMP
L'elemento responsivo al cAMP o CRE (dall'inglese: cAMP Response Element) è una sequenza di DNA presente sui promotori di alcuni geni.
Una volta legata dalla proteina CREB (cAMP Response Element Binding protein), a sua volta legata a CBP (CREB Binding Protein) e HAT (Histone Acetyl-Transferase), quest'ultima, come suggerisce il nome, acetila gli istoni del promotore agevolandone il legame con i fattori di trascrizione e la RNA polimerasi.